# Анализ «затраты—выгоды»
Анализ «затраты—выгоды» (анализ выгод и затрат, анализ издержек и выгод, англ. benefit–cost analysis / cost–benefit analysis) представляет собой систематический подход к оценке преимуществ и недостатков альтернатив. Используется для определения альтернативы, наилучше обеспечивающей достижение выгод при сохранении экономии, например, при совершении транзакций, ведении деятельности и для достижения бизнес-целей. Данная методика может быть использована для сравнения уже завершенных или предстоящих потенциальных вариантов действий, а также для оценки прибыли и издержек решения, проекта или политики. Он обычно применятеся для оценки деловых или политических решений (особенно общественной политики), коммерческих сделок и инвестиционных проектов. Например, Комиссия по ценным бумагам и биржам США должна провести анализ затрат и выгод, прежде чем вводить новые правила об упорядочении либо дерегулировании:6.
Данный подход имеет два основных приложения:
1. Для оценки обоснованности инвестиций (или решения) путем взвешивания выгод против их затрат.
2. Для обеспечения основы для сравнения инвестиционных проектов (или решений), при котором сопоставляются общая ожидаемая стоимость каждой альтернативы с ее общими ожидаемыми выгодами.

Анализ «затраты—выгоды» связан с анализом эффективности затрат. Выгоды и затраты в данной методике выражаются в денежном выражении и корректируются с учетом временной стоимости денег; все потоки выгод и затрат во времени выражаются на единой основе с точки зрения их чистой приведенной стоимости, независимо от времени понесения затрат. Другие связанные методики включают анализ полезности затрат, анализ рисков и выгод, анализ экономических последствий, анализ финансовых последствий и анализ социальной отдачи от инвестиций.
Анализ затрат и выгод часто используется организациями для оценки желательности того или иного курса политических действий. Он включает разработку ожидаемого соотношения (баланса) выгод и затрат, с учетом любых альтернатив и статус-кво, позволяющую предсказать, перевешивают ли преимущества данной политики ее затраты (и насколько) по сравнению с другими альтернативами. В результате, альтернативные курсы действий могут быть отранжированы с точки зрения соотношения их затрат и выгод. Как правило, точный анализ затрат и выгод позволяет выявить альтернативы, которые увеличивают благосостояние с утилитарной точки зрения. При условии точного анализа, изменение «статус-кво» путем реализации альтернативы с наименьшим соотношением затрат и выгод может повысить эффективность по Парето. Хотя данная методика обеспечивает обоснованную оценку наилучшей альтернативы, точная оценка всех настоящих и будущих затрат и выгод весьма сложная задача; при этом, это также не обеспечивает полную экономическую эффективность и общественное благосотояние.
Ценность анализа затрат и выгод зависит от точности индивидуальных оценок затрат и выгод. Сравнительные исследования показывают, что такие оценки часто ошибочны, что препятствует улучшению эффективности по Парето и Калдору-Хиксу. Значительные затраты могут быть намеренно включены в анализ (или исключены из него) заинтересованными группами с целью повлиять на его результат.